# Ilmar-ui sunjeong
Ilmar-ui sunjeong (hangeul: 일말의 순정; titolo internazionale Pure Love) è una serie televisiva sudcoreana trasmessa su KBS2 dal 18 febbraio al 14 agosto 2013.

## Trama
Soon-mi è un'insegnante single di 40 anni che spera di sposare qualcuno che ami davvero. La donna è innamorata dell'amico Jung-woo, al quale non vuole rivelare i suoi sentimenti perché, quando lui le si dichiarò vent'anni prima, lei lo rifiutò. Quando Soon-mi viene trasferita in un nuovo liceo, rincontra il suo primo amore Woo-sung, vedovo da sedici anni che vive con la figlia.

## Personaggi
- Kim Soon-mi, interpretata da Jeon Mi-seon e Han Seung-yeon (da giovane).
- Jung Woo-sung, interpretato da Kim Tae-hoon e Siwan (da giovane).
- Choi Min-soo, interpretato da Lee Jae-ryung e G.O (da giovane).
- Madre di Soon-mi, interpretata da Kwon Ki-soon.
- Jung Soon-jung, interpretata da Ji Woo.
- Kang Soo-ji, interpretata da Do Ji-won e Jieun (da giovane).
- Choi Joon-young, interpretato da Lee Won-geun.
- Ma Eun-hee, interpretata da Seo Yi-sook.
- Ha So-yoon, interpretata da Han Soo-yeon.
- Vice preside, interpretato da Lee Yoon-sang.
- Insegnante di arte, interpretato da Lee Sun-woo.
- Insegnante di educazione fisica, interpretato da Inati.
- Oh Pil-dok, interpretato da Feeldog.
- Go Da-bi, interpretata da Jo Woo-ri.
- Jin Woo, interpretato da Jin Woo.
- Park Chi-gi, interpretato da Kim Woo-ram.